# A Shiki fejezeteinek listája
Ez a lista Fudzsiszaki Rjú Shiki című mangasorozatának fejezeteit sorolja fel. A Shiki mangasorozatot Fudzsiszaki Rjú alkotta meg Ono Fujumi azonos című regénysorozata alapján. A manga 2007 decemberétől 2011 júniusáig futott a Jump Square mangamagazinban. A fejezeteket 11 tankóbon kötetbe gyűjtve jelentette meg a Shueisha 2008. július 4. és 2011. július 4. között.
A történet egy Szotoba nevű eldugott japán faluban játszódik, ahol rejtélyes halálesetek sora történik. A halálesetek a Kirisiki családhoz köthetők, akik nemrég költöztek a falu határában álló kastélyba. Ozaki Tosio, Szotoba kórházának igazgatója nyomozásba kezd és kideríti, hogy az esetek mögött természetfeletti erők állnak, vámpírok, akiket shikiknek hívnak.
A mangából a Daume stúdió készített animefeldolgozást, ami 22 epizódon át futott a Fuji TV-n 2010-ben.

## Kötetek
| Kötet | Cím | Cím | Megjelenési dátum                                                          | Megjelenési dátum                                                          |  |
| Kötet | Japán | Japán | Japán                                                                      | Japán                                                                      |  |
| ----- | --- | --- | -------------------------------------------------------------------------- | -------------------------------------------------------------------------- |  |
|       | | |                                                                            |                                                                            |  |
| 1     | Shiki (1) (屍鬼(1)) | Shiki (1) (屍鬼(1)) | 2008. július 4.                                                            | 2008. július 4.                                                            |  |
| 1     | Fejezetek - 00. Prológus (序章; Dzsosó; Hepburn: Joshō) - 01. Júki Nacuno-fejezet, 1. rész: Öröklött vér (結城夏野編 第遺血話; Júki Nacuno hen dai icsi va; Hepburn: Yūki Natsuno hen dai ichi wa) - 02. Júki Nacuno-fejezet, 2. rész: Rothadás és romlás (結城夏野編 第腐堕話; Júki Nacuno hen dai futa (ni) va; Hepburn: Yūki Natsuno hen dai futa (ni) wa) | Fejezetek - 00. Prológus (序章; Dzsosó; Hepburn: Joshō) - 01. Júki Nacuno-fejezet, 1. rész: Öröklött vér (結城夏野編 第遺血話; Júki Nacuno hen dai icsi va; Hepburn: Yūki Natsuno hen dai ichi wa) - 02. Júki Nacuno-fejezet, 2. rész: Rothadás és romlás (結城夏野編 第腐堕話; Júki Nacuno hen dai futa (ni) va; Hepburn: Yūki Natsuno hen dai futa (ni) wa) | Szereplő(k) a borítón - Júki/Koide Nacuno Oldalszám 192                    | Szereplő(k) a borítón - Júki/Koide Nacuno Oldalszám 192                    |  |
| 1     | ISBN: ISBN 978-4-08-874549-7 | |                                                                            |                                                                            |  |
|       | | |                                                                            |                                                                            |  |
| 2     | Shiki (2) (屍鬼(2)) | Shiki (2) (屍鬼(2)) | 2008. július 4.                                                            | 2008. július 4.                                                            |  |
| 2     | Fejezetek - 03. Júki Nacuno-fejezet, 3. rész: Katasztrófa (結城夏野編 第惨話; Júki Nacuno hen dai szan va; Hepburn: Yūki Natsuno hen dai san wa) - 04. Júki Nacuno-fejezet, 4. rész: Halál (結城夏野編 第死話; Júki Nacuno hen dai si (jon) va; Hepburn: Yūki Natsuno hen dai shi (yon) wa) - 05. Júki Nacuno-fejezet melléktörténete: Muraszako Maszao egy napja (結城夏野編 サイドストーリー 村迫正雄の一日; Júki Nacuno hen szaido szutórí Muraszako Maszao no icsinicsi; Hepburn: Yūki Natsuno hen saido sutōrī Murasako Masao no ichinichi) | Fejezetek - 03. Júki Nacuno-fejezet, 3. rész: Katasztrófa (結城夏野編 第惨話; Júki Nacuno hen dai szan va; Hepburn: Yūki Natsuno hen dai san wa) - 04. Júki Nacuno-fejezet, 4. rész: Halál (結城夏野編 第死話; Júki Nacuno hen dai si (jon) va; Hepburn: Yūki Natsuno hen dai shi (yon) wa) - 05. Júki Nacuno-fejezet melléktörténete: Muraszako Maszao egy napja (結城夏野編 サイドストーリー 村迫正雄の一日; Júki Nacuno hen szaido szutórí Muraszako Maszao no icsinicsi; Hepburn: Yūki Natsuno hen saido sutōrī Murasako Masao no ichinichi) | Szereplő(k) a borítón - Kirisiki Szunako Oldalszám 184                     | Szereplő(k) a borítón - Kirisiki Szunako Oldalszám 184                     |  |
| 2     | ISBN: ISBN 978-4-08-874550-3 | |                                                                            |                                                                            |  |
|       | | |                                                                            |                                                                            |  |
| 3     | Shiki (3) (屍鬼(3)) | Shiki (3) (屍鬼(3)) | 2008. október 3.                                                           | 2008. október 3.                                                           |  |
| 3     | Fejezetek - 06. Ozaki Tosio-fejezet, 1. rész: Öröklött vér (尾崎敏夫編 第遺血話; Ozaki Tosio hen dai icsi va; Hepburn: Ozaki Toshio hen dai ichi wa) - 07. Júki Nacuno-fejezet, 5. rész: Hazugság (結城夏野編 第偽話; Júki Nacuno hen dai icu (go) va; Hepburn: Yūki Natsuno hen dai itsu (go) wa) - 08. Júki Nacuno-fejezet, 6. rész: Koponya és szenvedés (結城夏野編 第髏苦話; Júki Nacuno hen dai roku va; Hepburn: Yūki Natsuno hen dai roku wa) - 09. Ozaki Tosio-fejezet, 2. rész: Rothadás és romlás (尾崎敏夫編 第腐堕話; Ozaki Tosio hen dai futa (ni) va; Hepburn: Ozaki Toshio hen dai futa (ni) wa) | Fejezetek - 06. Ozaki Tosio-fejezet, 1. rész: Öröklött vér (尾崎敏夫編 第遺血話; Ozaki Tosio hen dai icsi va; Hepburn: Ozaki Toshio hen dai ichi wa) - 07. Júki Nacuno-fejezet, 5. rész: Hazugság (結城夏野編 第偽話; Júki Nacuno hen dai icu (go) va; Hepburn: Yūki Natsuno hen dai itsu (go) wa) - 08. Júki Nacuno-fejezet, 6. rész: Koponya és szenvedés (結城夏野編 第髏苦話; Júki Nacuno hen dai roku va; Hepburn: Yūki Natsuno hen dai roku wa) - 09. Ozaki Tosio-fejezet, 2. rész: Rothadás és romlás (尾崎敏夫編 第腐堕話; Ozaki Tosio hen dai futa (ni) va; Hepburn: Ozaki Toshio hen dai futa (ni) wa) | Szereplő(k) a borítón - Ozaki Tosio Oldalszám 204                          | Szereplő(k) a borítón - Ozaki Tosio Oldalszám 204                          |  |
| 3     | ISBN: ISBN 978-4-08-874585-5 | |                                                                            |                                                                            |  |
|       | | |                                                                            |                                                                            |  |
| 4     | Shiki (4) (屍鬼(4)) | Shiki (4) (屍鬼(4)) | 2009. február 4.                                                           | 2009. február 4.                                                           |  |
| 4     | Fejezetek - 10. Ozaki Tosio-fejezet, 3. rész: Katasztrófa (尾崎敏夫編 第惨話; Ozaki Tosio hen dai szan va; Hepburn: Ozaki Toshio hen dai san wa) - 11. Júki Nacuno-fejezet, 7. rész: Gyilkosság és lelkek (結城夏野編 第弑魑話; Júki Nacuno hen dai sicsi va; Hepburn: Yūki Natsuno hen dai shichi wa) - 12. Júki Nacuno-fejezet melléktörténete: Muraszako Maszao egy éjjele (結城夏野編 サイドストーリー 村迫正雄の一夜; Júki Nacuno hen szaido szutórí Muraszako Maszao no icsija; Hepburn: Yūki Natsuno hen saido sutōrī Murasako Masao no ichiya) - 13. Júki Nacuno-fejezet, 8. rész: Éj (結城夏野編 第夜話; Júki Nacuno hen dai ja (hacsi) va; Hepburn: Yūki Natsuno hen dai ya (hachi) wa) | Fejezetek - 10. Ozaki Tosio-fejezet, 3. rész: Katasztrófa (尾崎敏夫編 第惨話; Ozaki Tosio hen dai szan va; Hepburn: Ozaki Toshio hen dai san wa) - 11. Júki Nacuno-fejezet, 7. rész: Gyilkosság és lelkek (結城夏野編 第弑魑話; Júki Nacuno hen dai sicsi va; Hepburn: Yūki Natsuno hen dai shichi wa) - 12. Júki Nacuno-fejezet melléktörténete: Muraszako Maszao egy éjjele (結城夏野編 サイドストーリー 村迫正雄の一夜; Júki Nacuno hen szaido szutórí Muraszako Maszao no icsija; Hepburn: Yūki Natsuno hen saido sutōrī Murasako Masao no ichiya) - 13. Júki Nacuno-fejezet, 8. rész: Éj (結城夏野編 第夜話; Júki Nacuno hen dai ja (hacsi) va; Hepburn: Yūki Natsuno hen dai ya (hachi) wa) | Szereplő(k) a borítón - Simizu Megumi Oldalszám 204                        | Szereplő(k) a borítón - Simizu Megumi Oldalszám 204                        |  |
| 4     | ISBN: ISBN 978-4-08-874645-6 | |                                                                            |                                                                            |  |
|       | | |                                                                            |                                                                            |  |
| 5     | Shiki (5) (屍鬼(5)) | Shiki (5) (屍鬼(5)) | 2009. július 3.                                                            | 2009. július 3.                                                            |  |
| 5     | Fejezetek - 14. Ozaki Tosio-fejezet, 4. rész: Halál (尾崎敏夫編 第死話; Ozaki Tosio hen dai si (jon) va; Hepburn: Ozaki Toshio hen dai shi (yon) wa) - 15. Ozaki Tosio-fejezet, 5. rész: Becsapás (尾崎敏夫編 第偽話; Ozaki Tosio hen dai icu (go) va; Hepburn: Ozaki Toshio hen dai itsu (go) wa) - 16. Júki Nacuno-fejezet, 9. rész: Koporsó (結城夏野編 第柩話; Júki Nacuno hen dai kjú va; Hepburn: Yūki Natsuno hen dai kyū wa) - 17. Júki Nacuno-fejezet, 10. rész: Siralom (結城夏野編 第悼話; Júki Nacuno hen dai tó (dzsú) va; Hepburn: Yūki Natsuno hen dai tō (jū) wa) | Fejezetek - 14. Ozaki Tosio-fejezet, 4. rész: Halál (尾崎敏夫編 第死話; Ozaki Tosio hen dai si (jon) va; Hepburn: Ozaki Toshio hen dai shi (yon) wa) - 15. Ozaki Tosio-fejezet, 5. rész: Becsapás (尾崎敏夫編 第偽話; Ozaki Tosio hen dai icu (go) va; Hepburn: Ozaki Toshio hen dai itsu (go) wa) - 16. Júki Nacuno-fejezet, 9. rész: Koporsó (結城夏野編 第柩話; Júki Nacuno hen dai kjú va; Hepburn: Yūki Natsuno hen dai kyū wa) - 17. Júki Nacuno-fejezet, 10. rész: Siralom (結城夏野編 第悼話; Júki Nacuno hen dai tó (dzsú) va; Hepburn: Yūki Natsuno hen dai tō (jū) wa) | Szereplő(k) a borítón - Muroi Szeisin Oldalszám 204                        | Szereplő(k) a borítón - Muroi Szeisin Oldalszám 204                        |  |
| 5     | ISBN: ISBN 978-4-08-874707-1 | |                                                                            |                                                                            |  |
|       | | |                                                                            |                                                                            |  |
| 6     | Shiki (6) (屍鬼(6)) | Shiki (6) (屍鬼(6)) | 2009. október 2.                                                           | 2009. október 2.                                                           |  |
| 6     | Fejezetek - 18. Júki Nacuno-fejezet, 11. rész: Gyász és vérengzés (結城夏野編 第悼と悲屠話; Júki Nacuno hen dai tó to hito (dzsúicsi) va; Hepburn: Yūki Natsuno hen dai tō to hito (jūichi) wa) - 19. Ozaki Tosio-fejezet, 6. rész: Koponya és szenvedés (尾崎敏夫編 第髏苦話; Ozaki Tosio hen dai roku va; Hepburn: Ozaki Toshio hen dai roku wa) - 20. Ozaki Tosio-fejezet különkiadás: Egy orvos feljegyzései (尾崎敏夫編 特別版 ある医師による記録; Ozaki Tosio hen tokubecu ban aru isi ni joru kiroku; Hepburn: Ozaki Toshio hen tokubetsu ban aru ishi ni yoru kiroku) - 21. Júki Nacuno-fejezet, 12. rész: Gyász és romlás (結城夏野編 第悼と腐堕話; Júki Nacuno hen dai tó to futa (dzsúni) va; Hepburn: Yūki Natsuno hen dai tō to futa (jūni) wa) | Fejezetek - 18. Júki Nacuno-fejezet, 11. rész: Gyász és vérengzés (結城夏野編 第悼と悲屠話; Júki Nacuno hen dai tó to hito (dzsúicsi) va; Hepburn: Yūki Natsuno hen dai tō to hito (jūichi) wa) - 19. Ozaki Tosio-fejezet, 6. rész: Koponya és szenvedés (尾崎敏夫編 第髏苦話; Ozaki Tosio hen dai roku va; Hepburn: Ozaki Toshio hen dai roku wa) - 20. Ozaki Tosio-fejezet különkiadás: Egy orvos feljegyzései (尾崎敏夫編 特別版 ある医師による記録; Ozaki Tosio hen tokubecu ban aru isi ni joru kiroku; Hepburn: Ozaki Toshio hen tokubetsu ban aru ishi ni yoru kiroku) - 21. Júki Nacuno-fejezet, 12. rész: Gyász és romlás (結城夏野編 第悼と腐堕話; Júki Nacuno hen dai tó to futa (dzsúni) va; Hepburn: Yūki Natsuno hen dai tō to futa (jūni) wa) | Szereplő(k) a borítón - Tacumi Oldalszám 204                               | Szereplő(k) a borítón - Tacumi Oldalszám 204                               |  |
| 6     | ISBN: ISBN 978-4-08-874744-6 | |                                                                            |                                                                            |  |
|       | | |                                                                            |                                                                            |  |
| 7     | Shiki (7) (屍鬼(7)) | Shiki (7) (屍鬼(7)) | 2010. február 4.                                                           | 2010. február 4.                                                           |  |
| 7     | Fejezetek - 22. Kirisiki Szunako-fejezet, 1. rész: Öröklött vér (桐敷沙子編 第遺血話; Kirisiki Szunako hen dai icsi va; Hepburn: Kirishiki Sunako hen dai ichi wa) - 23. Ozaki Tosio-fejezet, 7. rész: Gyilkosság és lelkek (尾崎敏夫編 第弑魑話; Ozaki Tosio hen dai sicsi va; Hepburn: Ozaki Toshio hen dai shichi wa) - 24. Melléktörténet: Egy alsó-szotobai háziasszony, Maeda Motoko napjai július 25-től november 6-ig (サイドストーリー 下外場主婦 前田元子の7月25日-11月6日; Szaido szutórí Simo Szotoba súfu Maeda Motoko no sicsigacu nidzsúgonicsi-dzsúicsigacu muika; Hepburn: Saido sutōrī Shimo Sotoba shūfu Maeda Motoko no shichigatsu nijūgonichi-jūichigatsu muika) - 25. Júki Nacuno-fejezet, 13. rész: Gyász és tragédia (結城夏野編 第悼と惨話; Júki Nacuno hen dai tó to szan (dzsúszan) va; Hepburn: Yūki Natsuno hen dai tō to san (jūsan) wa) | Fejezetek - 22. Kirisiki Szunako-fejezet, 1. rész: Öröklött vér (桐敷沙子編 第遺血話; Kirisiki Szunako hen dai icsi va; Hepburn: Kirishiki Sunako hen dai ichi wa) - 23. Ozaki Tosio-fejezet, 7. rész: Gyilkosság és lelkek (尾崎敏夫編 第弑魑話; Ozaki Tosio hen dai sicsi va; Hepburn: Ozaki Toshio hen dai shichi wa) - 24. Melléktörténet: Egy alsó-szotobai háziasszony, Maeda Motoko napjai július 25-től november 6-ig (サイドストーリー 下外場主婦 前田元子の7月25日-11月6日; Szaido szutórí Simo Szotoba súfu Maeda Motoko no sicsigacu nidzsúgonicsi-dzsúicsigacu muika; Hepburn: Saido sutōrī Shimo Sotoba shūfu Maeda Motoko no shichigatsu nijūgonichi-jūichigatsu muika) - 25. Júki Nacuno-fejezet, 13. rész: Gyász és tragédia (結城夏野編 第悼と惨話; Júki Nacuno hen dai tó to szan (dzsúszan) va; Hepburn: Yūki Natsuno hen dai tō to san (jūsan) wa) | Szereplő(k) a borítón - Muto Tóru Oldalszám 204                            | Szereplő(k) a borítón - Muto Tóru Oldalszám 204                            |  |
| 7     | ISBN: ISBN 978-4-08-870007-6 | |                                                                            |                                                                            |  |
|       | | |                                                                            |                                                                            |  |
| 8     | Shiki (8) (屍鬼(8)) | Shiki (8) (屍鬼(8)) | 2010. július 2.                                                            | 2010. július 2.                                                            |  |
| 8     | Fejezetek - 26. Ozaki Tosio-fejezet, 8. rész: Éj (尾崎敏夫編 第夜話; Ozaki Tosio hen dai ja (hacsi) va; Hepburn: Ozaki Toshio hen dai ya (hachi) wa) - 27. Ozaki Tosio-fejezet, 9. rész: Koporsó (尾崎敏夫編 第柩話; Ozaki Tosio hen dai kjú va; Hepburn: Ozaki Toshio hen dai kyū wa) - 28. Júki Nacuno-fejezet, 14. rész: Gyász és halál (結城夏野編 第悼と死話; Júki Nacuno hen dai tó to si (dzsújon) va; Hepburn: Yūki Natsuno hen dai tō to shi (jūyon) wa) - 29. Ozaki Tosio-fejezet, 10. rész: Gyász (尾崎敏夫編 第悼話; Ozaki Tosio hen dai tó (dzsú) va; Hepburn: Ozaki Toshio hen dai tō (jū) wa) | Fejezetek - 26. Ozaki Tosio-fejezet, 8. rész: Éj (尾崎敏夫編 第夜話; Ozaki Tosio hen dai ja (hacsi) va; Hepburn: Ozaki Toshio hen dai ya (hachi) wa) - 27. Ozaki Tosio-fejezet, 9. rész: Koporsó (尾崎敏夫編 第柩話; Ozaki Tosio hen dai kjú va; Hepburn: Ozaki Toshio hen dai kyū wa) - 28. Júki Nacuno-fejezet, 14. rész: Gyász és halál (結城夏野編 第悼と死話; Júki Nacuno hen dai tó to si (dzsújon) va; Hepburn: Yūki Natsuno hen dai tō to shi (jūyon) wa) - 29. Ozaki Tosio-fejezet, 10. rész: Gyász (尾崎敏夫編 第悼話; Ozaki Tosio hen dai tó (dzsú) va; Hepburn: Ozaki Toshio hen dai tō (jū) wa) | Szereplő(k) a borítón - Júki/Koide Nacuno Oldalszám 204                    | Szereplő(k) a borítón - Júki/Koide Nacuno Oldalszám 204                    |  |
| 8     | ISBN: ISBN 978-4-08-870077-9 | |                                                                            |                                                                            |  |
|       | | |                                                                            |                                                                            |  |
| 9     | Shiki (9) (屍鬼(9)) | Shiki (9) (屍鬼(9)) | 2010. október 4.                                                           | 2010. október 4.                                                           |  |
| 9     | Fejezetek - 30. Ozaki Tosio-fejezet, 11. rész: Gyász és szomorú vérengzés (尾崎敏夫編 第悼と悲屠話; Ozaki Tosio hen dai tó to hito (dzsúicsi) va; Hepburn: Ozaki Toshio hen dai tō to hito (jūichi) wa) - 31. Ozaki Tosio-fejezet, 12. rész: Gyász és siralmas rothadás (尾崎敏夫編 第悼と腐堕話; Ozaki Tosio hen dai tó to futa (dzsúni) va; Hepburn: Ozaki Toshio hen dai tō to futa (jūni) wa) - 32. Ozaki Tosio-fejezet, 13. rész: Gyász és tragédia (尾崎敏夫編 第悼と惨話; Ozaki Tosio hen dai tó to szan (dzsúszan) va; Hepburn: Ozaki Toshio hen dai tō to san (jūsan) wa) - 33. Muroi Szeisin-fejezet, 1. rész: A vér maradékai (室井静信編 第遺血話; Muroi Szeisin hen dai icsi va; Hepburn: Muroi Seishin hen dai ichi wa) | Fejezetek - 30. Ozaki Tosio-fejezet, 11. rész: Gyász és szomorú vérengzés (尾崎敏夫編 第悼と悲屠話; Ozaki Tosio hen dai tó to hito (dzsúicsi) va; Hepburn: Ozaki Toshio hen dai tō to hito (jūichi) wa) - 31. Ozaki Tosio-fejezet, 12. rész: Gyász és siralmas rothadás (尾崎敏夫編 第悼と腐堕話; Ozaki Tosio hen dai tó to futa (dzsúni) va; Hepburn: Ozaki Toshio hen dai tō to futa (jūni) wa) - 32. Ozaki Tosio-fejezet, 13. rész: Gyász és tragédia (尾崎敏夫編 第悼と惨話; Ozaki Tosio hen dai tó to szan (dzsúszan) va; Hepburn: Ozaki Toshio hen dai tō to san (jūsan) wa) - 33. Muroi Szeisin-fejezet, 1. rész: A vér maradékai (室井静信編 第遺血話; Muroi Szeisin hen dai icsi va; Hepburn: Muroi Seishin hen dai ichi wa) | Szereplő(k) a borítón - Kirisiki Csizuru - Kirisiki Szeisiró Oldalszám 204 | Szereplő(k) a borítón - Kirisiki Csizuru - Kirisiki Szeisiró Oldalszám 204 |  |
| 9     | ISBN: ISBN 978-4-08-870121-9 | |                                                                            |                                                                            |  |
|       | | |                                                                            |                                                                            |  |
| 10    | Shiki (10) (屍鬼(10)) | Shiki (10) (屍鬼(10)) | 2011. február 4.                                                           | 2011. február 4.                                                           |  |
| 10    | Fejezetek - 34. Melléktörténet: Egy alsó-szotobai háziasszony, Maeda Motoko november 6-ája (サイドストーリー 下外場主婦 前田元子の11月6日; Szaido szutórí simo Szotoba súfu Maeda Motoko no dzsúicsigacu muika; Hepburn: Saido sutōrī shimo Sotoba shūfu Maeda Motoko no jūichigatsu muika) - 35. Ozaki Tosio-fejezet, 14. rész: Gyász és halál (尾崎敏夫編 第悼と死話; Ozaki Tosio hen dai tó to si (dzsújon) va; Hepburn: Ozaki Toshio hen dai tō to shi (jūyon) wa) - 36. Ozaki Tosio-fejezet, 15. rész: Gyász és utánzás (尾崎敏夫編 第悼と偽話; Ozaki Tosio hen dai tó to icu va; Hepburn: Ozaki Toshio hen dai tō to itsu wa) - 37. Ozaki Tosio-fejezet, 16. rész: Gyász, koponya és kín (尾崎敏夫編 第悼と髏苦話; Ozaki Tosio hen dai tó to roku va; Hepburn: Ozaki Toshio hen dai tō to roku wa)                                                                | Fejezetek - 34. Melléktörténet: Egy alsó-szotobai háziasszony, Maeda Motoko november 6-ája (サイドストーリー 下外場主婦 前田元子の11月6日; Szaido szutórí simo Szotoba súfu Maeda Motoko no dzsúicsigacu muika; Hepburn: Saido sutōrī shimo Sotoba shūfu Maeda Motoko no jūichigatsu muika) - 35. Ozaki Tosio-fejezet, 14. rész: Gyász és halál (尾崎敏夫編 第悼と死話; Ozaki Tosio hen dai tó to si (dzsújon) va; Hepburn: Ozaki Toshio hen dai tō to shi (jūyon) wa) - 36. Ozaki Tosio-fejezet, 15. rész: Gyász és utánzás (尾崎敏夫編 第悼と偽話; Ozaki Tosio hen dai tó to icu va; Hepburn: Ozaki Toshio hen dai tō to itsu wa) - 37. Ozaki Tosio-fejezet, 16. rész: Gyász, koponya és kín (尾崎敏夫編 第悼と髏苦話; Ozaki Tosio hen dai tó to roku va; Hepburn: Ozaki Toshio hen dai tō to roku wa)                                                                | Szereplő(k) a borítón - Tanaka Kaori - Tanaka Akira Oldalszám 204          | Szereplő(k) a borítón - Tanaka Kaori - Tanaka Akira Oldalszám 204          |  |
| 10    | ISBN: ISBN 978-4-08-870199-8 | |                                                                            |                                                                            |  |
|       | | |                                                                            |                                                                            |  |
| 11    | Shiki (11) (屍鬼(11)) | Shiki (11) (屍鬼(11)) | 2011. július 4.                                                            | 2011. július 4.                                                            |  |
| 11    | Fejezetek - 38. Muroi Szeisin-fejezet: 2. rész: Romlás és rothadás (室井静信編 第腐堕話; Muroi Szeisin hen dai futa (ni) va; Hepburn: Muroi Seishin hen dai futa (ni) wa) - 39. Júki Nacuno-fejezet, 15. rész: Gyász és hazugságok (結城夏野編 第悼と偽話; Júki Nacuno hen dai tó to icu va; Hepburn: Yūki Natsuno hen dai tō to itsu wa) - 40. Júki Nacuno-fejezet, 16. rész: Gyász, koponya és kín (結城夏野編 第悼と髏苦話; Júki Nacuno hen dai tó to roku va; Hepburn: Yūki Natsuno hen dai tō to roku wa) - 41. Az utolsó rész () | Fejezetek - 38. Muroi Szeisin-fejezet: 2. rész: Romlás és rothadás (室井静信編 第腐堕話; Muroi Szeisin hen dai futa (ni) va; Hepburn: Muroi Seishin hen dai futa (ni) wa) - 39. Júki Nacuno-fejezet, 15. rész: Gyász és hazugságok (結城夏野編 第悼と偽話; Júki Nacuno hen dai tó to icu va; Hepburn: Yūki Natsuno hen dai tō to itsu wa) - 40. Júki Nacuno-fejezet, 16. rész: Gyász, koponya és kín (結城夏野編 第悼と髏苦話; Júki Nacuno hen dai tó to roku va; Hepburn: Yūki Natsuno hen dai tō to roku wa) - 41. Az utolsó rész () | Szereplő(k) a borítón - Muroi Szeisin Oldalszám 204                        | Szereplő(k) a borítón - Muroi Szeisin Oldalszám 204                        |  |
| 11    | ISBN: ISBN 978-4-08-870267-4 | |                                                                            |                                                                            |  |